# Houwang
Houwang (kinesiska: 后王乡, 后王) är en socken i Kina. Den ligger i provinsen Shandong, i den östra delen av landet, omkring 110 kilometer norr om provinshuvudstaden Jinan.
Genomsnittlig årsnederbörd är 776 millimeter. Den regnigaste månaden är juli, med i genomsnitt 305 mm nederbörd, och den torraste är mars, med 3 mm nederbörd.